# عبدول رحمان
عبدول رحمان (7 أغسطس 1982 بباكستان - ) هو لاعب كرة قدم باكستاني في مركز الهجوم. شارك مع منتخب باكستان لكرة القدم. أما مع النوادي، فقد لعب مع نادي كراتشي بورت ترست.